# Luigi Riva
Luigi Riva ismertebb nevén Gigi Riva (Leggiuno, 1944. november 7. – Cagliari, 2024. január 22.) Európa-bajnok és világbajnoki ezüstérmes olasz labdarúgó. Az olasz labdarúgó-válogatott történetének legtöbb gólt szerző, generációjának egyik legjobb csatára.

## Pályafutása
Riva Legguinoban született. Labdarúgó karrierjét 1962-ben kezdte a Legnano csapatában, ahol egy szezont töltött. A bajnokság végeztével a Cagliari szemelte ki magának és szerződtette. A játékos pályafutása hátralévő részét a Cagliari csapatánál töltötte.
Első mérkőzését 1964. szeptember 13-án játszotta a szárd alakulat színeiben. Ezen a mérkőzésen 2–1-es vereséget szenvedtek a Roma ellen. Három alkalommal sikerült az olasz labdarúgó-bajnokság gólkirályi címét elhódítania. Az 1966–67-es, 1968–69 és az 1969–70-es szezonban. Az egyetlen olasz bajnoki címét 1970-ben érte el a Cagliarival.
A válogatottban 1965. június 27-én debütált. Az ellenfél Magyarország volt, és 2–1-re kikaptak az olaszok. A nemzeti csapat történetének legtöbb találattal rendelkező játékosa: 35 góllal. Összesen 42 alkalommal húzta magára a címeres mezt. Tagja volt az 1968-as Európa-bajnokságon győztes és az 1970-es labdarúgó-világbajnokságon Mexikóban második helyen végző csapatnak. A következő világbajnokságon 1974-ben szintén részt vett, de a válogatott kiábrándító teljesítményt nyújtott, és már a csoportkörben búcsúzni kényszerült.
Karrierje során nagyon sok sérülést kellett elviselnie. A bal lába eltört egy Portugália elleni felkészülési mérkőzésen nem sokkal az 1966-os labdarúgó-világbajnokság kezdete előtt. A jobb lába egy barátságos mérkőzés alkalmával Ausztria ellen tört el. 1976 megrepedt egy ínszalag a jobb oldali combjában egy Milan elleni találkozón. Ez a sérülése azonban soha többé nem jött rendbe. Ugyan megpróbálkozott a visszatéréssel, de 1978-ban befejezte játékos pályafutását.
A Cagliarinal maradt, és az edzői stáb tagjaként dolgozott. Jelenleg az olasz válogatott stábjának a tagja, és ugyanebben a szerepkörben tagja volt a 2006-ban világbajnoki címet nyerő keretnek.
A Cagliari 2005-ben Riva tiszteletére visszavonultatta a 11-es mezt, amit játékosként viselt.